# زفيزديلينا ستانكوفا
زفيزديلينا إنتشوفا ستانكوفا هي بروفيسورة في الرياضيات في كلية ميلز وأستاذة بروفيسورة في جامعة كاليفورنيا في بيركلي، وهي مؤسسة برنامج دورة بيركلي للرياضيات التي تُقام بشكل أسبوعي للطلاب، وخبيرة في التعداد التركيبي للتباديل ذات الأنماط المحظورة.

## سيرة شخصية
ولدت ستانكوفا في مدينة روسه في بلغاريا في 15 أيلول/سبتمبر من عام 1969. بدأت حضور دورة روسه للرياضيات عندما كانت في الصف خامس في بلغاريا، وتعلمت حل مكعب روبيك في نفس العام وبدأت مسيرتها في الفوز في مسابقات الرياضيات الإقليمية. كتبت عن هذه التجربة في وقت لاحق وقالت: «لو لم أكن عضوًا في دورة رياضيات طلاب روسه، فلما كنت قادرة على تحقيق مثل هذه الإنجازات الكبيرة في الرياضيات».
أصبحت ستانكوفا طالبة في مدرسة ثانوية إنكليزية رفيعة المستوى، وتنافست في الفريق البلغاري في الأولمبياد الرياضي الدولي في عامي 1987 و 1988 وكانت تحصل على الميداليات الفضية في كل مرة. دخلت أيضًا إلى جامعة صوفيا، وأصبحت واحدة من أصل 15 طالبًا بلغاريًا الذين اختيروا للسفر إلى الولايات المتحدة لاستكمال دراساتهم عندما كان الستار الحديدي في حالة هبوط في عام 1989.
درست ستانكوفا في كلية برين مور واستكملت شهادات البكالوريوس والماجستير هناك في عام 1992 مع الرياضية روندا هيوز كمدرّسة في الكلية. ذهبت بعد ذلك إلى جامعة هارفارد لدراسة الدكتوراه وحصلت على درجة الدكتوراه هناك في عام 1997. كانت أطروحتها بعنوان «معاملات المنحنيات الهرمية»، وكانت تحت إشراف الرياضي جو هاريس.
عملت أيضًا في جامعة كاليفورنيا في بيركلي في درجة أستاذية موري كأستاذة مساعدة في كلية الرياضيات  قبل انضمامها إلى كلية ميلز في عام 1999، واستمرت حينها بالتدريس في جامعة بيركلي كل سنة كأستاذة زائرة. تعمل ستانكوفا أيضًا في المجلس الاستشاري لمدرسة بروف في مدينة سان فرانسيسكو.

## مساهمات
برز دور ستانكوفا في نظرية أنماط التباديل، وتُعرف في إثباتها أن التباديل ذات النمط المحظور 1342 متساوية مع التباديل ذات النمط المحظور 2413. تُعتبر هذه خطوة مهمة في تعداد التباديل مع تجنب نمط الطول 4.
أصبحت ستانكوفا مؤسسة ومديرة دورة بيركلي للرياضيات في عام 1998، وهو برنامج لإثراء معلومات الطلاب في مادة الرياضيات بعد المدرسة، والذي صممته بعد تجاربها المبكرة في تعلم الرياضيات في بلغاريا. كانت دورة بيركلي هي دورة الرياضيات الثانية فقط في الولايات المتحدة وذلك بعد دورة أجريت في بوسطن. أُقيمت بعد نجاحها أكثر من 100 دورة أخرى وساعدت ستانكوفا في تشكيل العديد منها. عملت أيضًا مع توم ريك كمحررة مشاركة لكتابين حول عملها في دورة بيركلي للرياضيات، وهما المجلد الأول والثاني من كتاب «عشر سنوات من دورة بيركلي للرياضيات: التجربة الأمريكية» وذلك في عامي 2008 و 2014.
أسست أيضا أولمبياد الرياضيات في منطقة الخليج في عام 1998، وعملت لمدة ست سنوات كمدربة لفريق الأولمبياد الرياضي الدولي في الولايات المتحدة. ظهرت منذ عام 2013 في العديد من مقاطع الفيديو على إحدى قنوات اليوتيوب التي يتمحور موضوعها حول الرياضيات وتدعى نمبرفايل "Numberphile".

## الجوائز والتكريمات
- فازت ستانكوفا بجائزة أليس تورنر شايفر من جمعية النساء في الرياضيات عن بحثها الجامعي في أنماط التباديل في عام 1992.
- أصبحت واحدة من اثنين من الفائزين الافتتاحيين لجائزة هنري آلدر للتعليم المتميز في عام 2004.
- فازت ستانكوفا في عام 2011 بجائزة ديبورا وفرانكلين تيبر هيمو عن الكلية المتميزة أو التدريس الجامعي والتي تمنحها الجمعية الرياضية الأمريكية تبعًا لعملها المتميز في التدريس والتوجيه والإلهام للطلاب على جميع المستويات الدراسية؛ وفي مهمة قيادة تطوير دورات الرياضيات وتشجيع المشاركة في المسابقات الرياضية.[10][14][18] حملت ستانكوفا درجة أستاذية فريدريك رايس للرياضيات في جامعة ميلز من عام 2009 إلى عام 2012.[20]